# Jean-Luc Lagleize
Pour les articles homonymes, voir Lagleize.
Jean-Luc Lagleize, né le 9 septembre 1958 à Tarbes, est un homme politique français. Il est député de la deuxième circonscription de la Haute-Garonne de 2017 à 2022.

## Biographie
Il reprend des études en 2005 à l’université de Clermont-Ferrand (licence en sciences économiques et Master en gestion de patrimoine). Il crée ensuite Info Patrimoine, une société spécialisée dans le conseil patrimonial et financier.
Il a été conseiller municipal à Muret de 1989 à 1995 puis à Toulouse de 2008 à 2014. En avril 2014, il est élu adjoint au maire de Toulouse sur une liste d'union de la droite et du centre[réf. souhaitée].
Aux élections législatives de 2017, il est élu député de la deuxième circonscription de la Haute-Garonne. À l'Assemblée nationale, il est membre de la commission des Affaires économiques.

## Mandats
- 1989-1995 : Conseiller municipal de Muret
- 2008-2014 : Conseiller municipal de Toulouse
- 2014-2017 : Adjoint au maire de Toulouse
- 2017-2022 : Député de la 2e circonscription de la Haute-Garonne